# Chiesa di San Tomaso (Santa Teresa Gallura)
La chiesa di San Tomaso è un edificio religioso situato nella frazione di Porto Pozzo, in territorio di Santa Teresa Gallura. Consacrata al culto cattolico, è sede dell'omonima parrocchia e fa parte della diocesi di Tempio-Ampurias.

Durante la stagione estiva, nei giardini prospicienti la chiesa, vengono tenute le funzioni all'aperto per soddisfare le esigenze dei moltissimi turisti presenti.